# A Century of Cinema
A Century of Cinema è un documentario commemorativo del 1994 diretto da Caroline Thomas. 